# Южный Андаман
Южный Андаман (англ. South Andaman Island) — остров в архипелаге Большой Андаман, Андаманских островов, наиболее населённый в союзной территории Андаманские и Никобарские острова.
На юго-востоке острова расположен административный центр территории город Порт-Блэр, остальная часть покрыта джунглями. На западном побережье проживает около 100 представителей джарава, говорящих на одном из андаманских языков.
Остров является популярным туристическим аттракционом. В то же время, некоторые территории Южного Андамана находятся под охраной, и лицам, не являющимся гражданами Индии, требуется дополнительное разрешение.
Как и остальные острова территории, Южный Андаман сильно пострадал от цунами 2004 года с многочисленными человеческими жертвами и сильными разрушениями.